# (54598) Biénor
Pour les articles homonymes, voir Biénor.
(54598) Biénor, désignation internationale (54598) Bienor, est un centaure qui croise l'orbite d'Uranus.
Il est nommé d'après Biénor (en), un des centaures qui participèrent au mariage de Pirithoos et combattirent dans la bataille qui s'ensuivit contre les Lapithes. Il fut tué par Thésée.